# Seligeria paucifolia
Seligeria paucifolia är en bladmossart som beskrevs av Carruthers 1866. Seligeria paucifolia ingår i släktet dvärgmossor, och familjen Seligeriaceae. Inga underarter finns listade i Catalogue of Life.